# Lisnerbach
Der Lisnerbach, auch Feselbach (italienisch Rio Lusina), ist ein rund 6,5 Kilometer langer Bach bei Leifers in Südtirol. 

## Verlauf

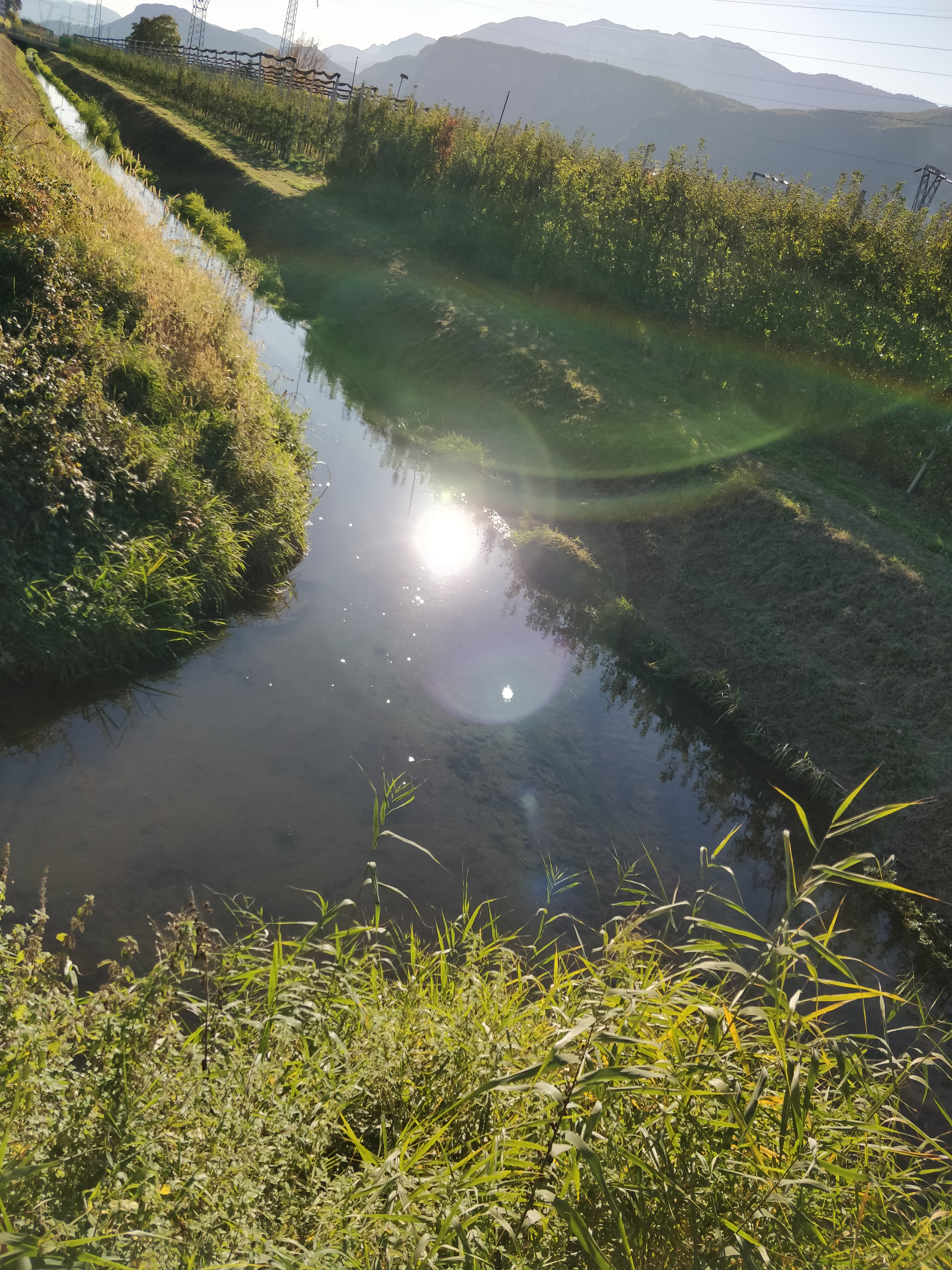
Mündung des Lisnerbaches

Der Lisnerbach entspringt am Regglberg nordwestlich vom Dorfzentrum von Deutschnofen und fließt durch ein steiles Tal westwärts ins Etschtal bzw. Unterland hinab, das er bei Steinmannwald erreicht. In den flachen Talgründen zwischen Steinmannwald und dem Stadtzentrum von Leifers mündet er schließlich in den Landgraben.